# 伏見寅威
伏見 寅威（ふしみ とらい、1990年5月12日 - ）は、北海道千歳市出身のプロ野球選手（捕手、内野手）。右投右打。北海道日本ハムファイターズ所属。

## 経歴

### プロ入り前
小学3年から野球を始めた。中学は札幌白石シニアに所属し、その時に監督に捕手を命じられる。
東海大学付属第四高等学校では春の全道大会で優勝、夏はベスト4。卒業後は東海大学へ進学。
東海大学では1年秋から正捕手として定着し、1学年上の菅野智之とバッテリーを組み活躍、2年になると4番打者も務めるようになった。2010年に行われた第5回世界大学野球選手権大会では日本代表に選出。リーグ通算で79試合、287打数90安打、6本塁打、52打点、打率.314、MVP、ベストナイン各2回、首位打者1回。3年の2012年3月に行われた東日本大震災復興支援ベースボールマッチに大学選抜メンバーとして出場した。
2012年10月25日に行われたドラフト会議でオリックス・バファローズから3位指名を受け入団した。10月にオリックスから指名される夢を見ていたと語っており、会見では「本当に正夢になりました」と語った。11月18日に、契約金6000万円、年俸1200万円で入団に合意した（金額は推定）。背番号は23。

### オリックス時代

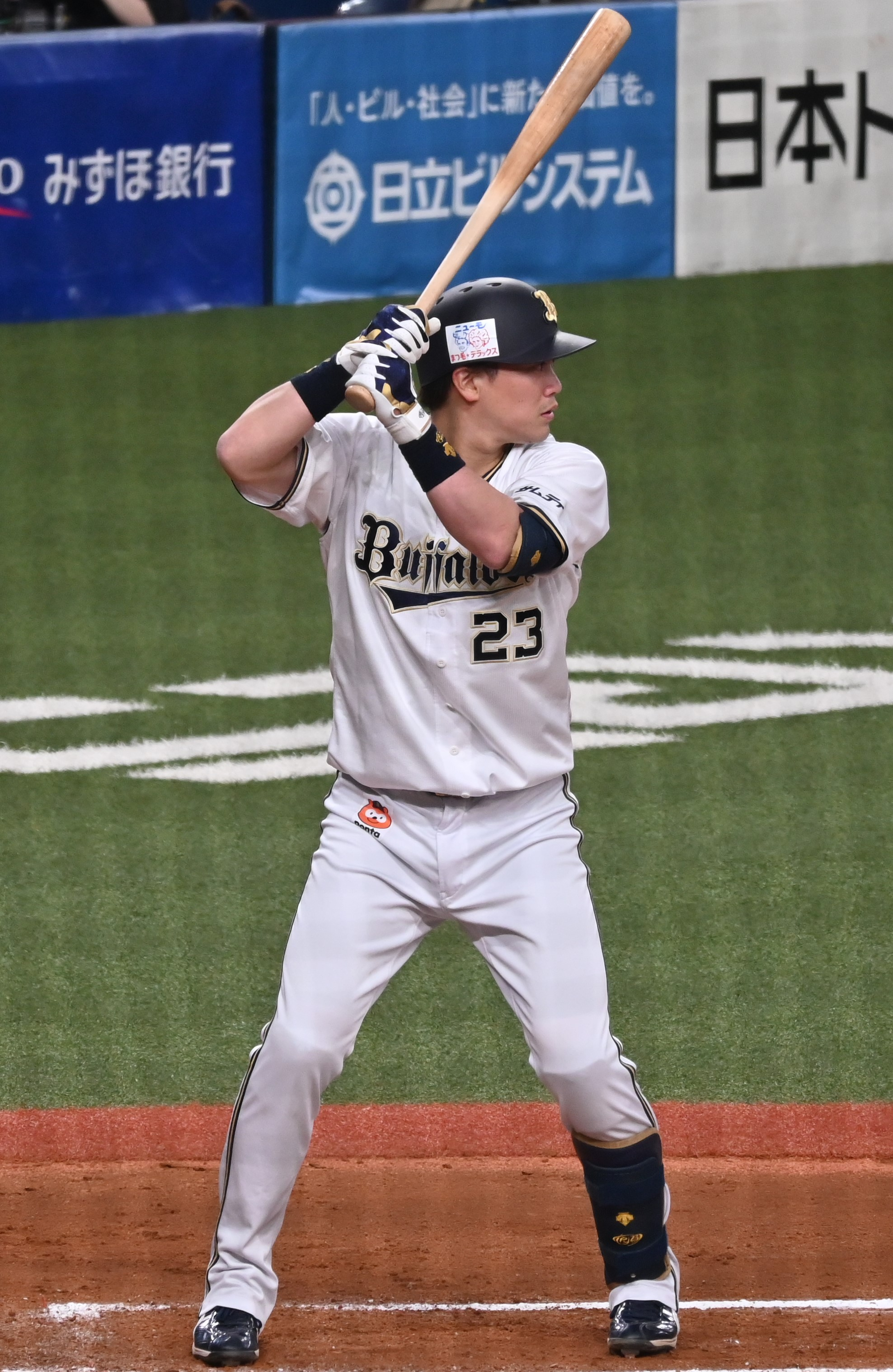
オリックス・バファローズ時代
（2022年4月15日 京セラドーム大阪）

2013年は先発マスクの機会を与えられ、プロ入り初本塁打も記録。
2014年は7試合の出場にとどまった。
2015年は20試合に出場し、打率.273を記録。オフシーズンの自主トレ期間中に打撃練習をしていた際に左手有鈎骨を骨折し、12月28日に大阪市内の病院で有鈎骨の摘出手術を行った。
2016年は一塁手や三塁手としても起用されたが、前年を下回る17試合の出場で打率.242を記録した。
2017年は開幕を一軍で迎える。4月15日に山崎勝己との入れ替わりで二軍落ちとなったため、4試合の出場に留まった。
2018年も開幕一軍を確保。当初は若月健矢・山崎に次ぐ第3捕手や代打要員として一軍に帯同。6月2日の対読売ジャイアンツ戦（京セラドーム大阪）では延長12回に代打で出場し、京セラドームでの巨人戦の連敗を9で止めるサヨナラ打を放った。6月下旬以降、T-岡田、小谷野栄一、中島宏之と一塁を守れる野手の相次ぐ離脱に加え、中軸打者として期待されたステフェン・ロメロ、クリス・マレーロの両外国人の不振もあり、7月中旬以降は伏見が一塁手として先発起用されるようになり、主に5番打者を務めることとなった。オフに、1200万円増となる推定年俸2200万円で契約を更改した。
2019年は6月18日の対読売ジャイアンツ戦（東京ドーム）の9回の打席で三振を喫した際に左足首を痛め、病院に搬送された。病院での検査の結果、左足アキレス腱断裂と判明し、6月19日に登録抹消された。6月21日に縫合手術を受けるも、細菌が入り9月に再手術を行なった。オフの11月30日に減額制限いっぱいとなる550万円減となる推定年俸1650万円で契約を更改した。
2020年、前年のアキレス腱断裂の大怪我から復帰し開幕一軍入りを果たす。主に代打の切り札で起用され、山﨑福也が先発する試合ではスタメンマスクを被っている。8月6日の対千葉ロッテマリーンズ戦（京セラドーム大阪）では山﨑を6回無失点の好投に導き、自身も5回裏に追加点となる2点適時打を放つなど勝利に貢献し2人でお立ち台に上がった。オフに、1000万円増となる推定年俸2650万円で契約を更改した。
2021年は前年より出場数を増やしチームの捕手トップの91試合に出場。リーグ2位の盗塁阻止率.415を記録した。オフには、1850万円増となる推定年俸4500万円で契約を更改した。
2022年、開幕戦こそ山本由伸と相性が良い若月健矢がバッテリーを組んだため伏見の出場はなかったものの、第2戦から先発出場。5月31日の対横浜DeNAベイスターズ戦（横浜スタジアム）の4回裏、DeNAの捕手・嶺井博希が振ったバットが伏見の後頭部に直撃、伏見も意識はあったものの担架で運ばれるアクシデントがあったが、翌日に復帰した。6月30日に左大腿直筋の筋損傷で登録を抹消されたが8月に復帰すると日本シリーズでは7試合中4試合に出場して16打数6安打、打率.375と結果を残し、オリックスの26年ぶりの日本一に貢献した。シーズンオフには、国内FA権を行使した。

### 日本ハム時代
2022年11月19日、地元球団である北海道日本ハムファイターズへの入団が発表され、同24日には入団記者会見が執り行われた。背番号はオリックス時代と同じ23。
2023年は春季キャンプを一軍で迎え、オープン戦では打撃面で良い結果を残せなかったものの開幕一軍を勝ち取る。4月1日の対東北楽天ゴールデンイーグルス戦で8回表から捕手の守備に就き、移籍後初出場となった。6月10日の阪神タイガース戦ではここまで6勝無敗と好調を維持していた大竹耕太郎から移籍後初本塁打となる1号ソロを放った。結果的に74試合でスタメンマスクを被り、レギュラーシーズン通して89試合の出場、打率.201、3本塁打、12打点の成績となった。チーム最多のマスク数ではあったものの打撃面では低迷し、2割台前半と確実性を欠いた。これについて鶴岡慎也とのインタビューで「力みすぎた。自分のバッティングを変えた時期で、僕はうまく行くと思ってやっていたがキャンプの段階からうまくいかずに『ちょっとやばいかも』という気持ちがあった」と語っている。オフには現状維持の推定年俸1億円で契約を更改した。
2024年はオリックス時代の同僚である山﨑福也がFAで、黒木優太がトレードで加入した。山﨑の入団会見で新庄剛志監督は、ホーム開幕戦である4月2日の楽天戦で山﨑とバッテリーを組ませることを明言し、今季初スタメンを飾る。この年は田宮裕涼の台頭もあり前年より出場数を減らしたが、後半戦にかけてはスタメン起用が増え、チームのAクラス進出に貢献した。レギュラーシーズンでは62試合に出場し打率.242、0本塁打、21打点を記録した。クライマックスシリーズではソフトバンクとのファイナルステージ第3戦で3回裏にソロ本塁打を放ったが、チームは敗れた。オフには現状維持の推定年俸1億円で契約を更改した。

## 選手としての特徴・人物
パンチ力があり、広角にも打てる強打の捕手。バスターやエンドランなど臨機応変に対応できる器用さも兼ね備え、打者を観察してリードできる冷静さと素早いフットワークが持ち味とスカウトから評されている。
愛称は「TRY」。
オリックス時代ではチームのムードメーカーであり、ベンチでは大きな声を張り上げ、守備から帰ってくる選手を真っ先に出迎えるなど士気を高めている。なお、練習中も先輩・後輩関係なく声をかけてコミュニケーションを取っている。ベンチでの声出しについては、「年齢が上だから、若手に『声を出せ』というのは簡単。でも、自分から行動できる選手でないと、とは思う。若手に『寅威さんが元気出してるから、自分も』と思ってもらえたら」と語っている。
オリックス時代の同僚である山本由伸は「チームでの精神的支柱は誰か？」と問われ、伏見の名前を挙げている。
父親が全国大会に出場経験のあるラグビー選手だったことから、ラグビーのトライにあやかって「寅威」と命名された。
タレントの高田秋（北海道江別市出身）は伏見と幼馴染であることを明らかにしている。

## 詳細情報

### 年度別打撃成績
| 年 度      | 球 団      | 試 合 | 打 席 | 打 数 | 得 点 | 安 打 | 二 塁 打 | 三 塁 打 | 本 塁 打 | 塁 打 | 打 点 | 盗 塁 | 盗 塁 死 | 犠 打 | 犠 飛 | 四 球 | 敬 遠 | 死 球 | 三 振 | 併 殺 打 | 打 率 | 出 塁 率 | 長 打 率 | O P S |
| ---------- | ---------- | ----- | ----- | ----- | ----- | ----- | -------- | -------- | -------- | ----- | ----- | ----- | -------- | ----- | ----- | ----- | ----- | ----- | ----- | -------- | ----- | -------- | -------- | ----- |
| 2013       | オリックス | 17    | 30    | 28    | 1     | 7     | 1        | 0        | 1        | 11    | 2     | 0     | 0        | 1     | 0     | 1     | 0     | 0     | 5     | 0        | .250  | .276     | .393     | .669  |
| 2014       | オリックス | 7     | 5     | 5     | 0     | 0     | 0        | 0        | 0        | 0     | 0     | 0     | 0        | 0     | 0     | 0     | 0     | 0     | 1     | 1        | .000  | .000     | .000     | .000  |
| 2015       | オリックス | 20    | 26    | 22    | 2     | 6     | 1        | 0        | 0        | 7     | 0     | 0     | 0        | 2     | 0     | 1     | 0     | 1     | 6     | 1        | .273  | .333     | .318     | .652  |
| 2016       | オリックス | 17    | 35    | 33    | 2     | 8     | 0        | 0        | 0        | 8     | 1     | 0     | 0        | 0     | 0     | 0     | 0     | 2     | 6     | 1        | .242  | .286     | .242     | .528  |
| 2017       | オリックス | 4     | 1     | 1     | 1     | 0     | 0        | 0        | 0        | 0     | 0     | 0     | 0        | 0     | 0     | 0     | 0     | 0     | 1     | 0        | .000  | .000     | .000     | .000  |
| 2018       | オリックス | 76    | 201   | 186   | 16    | 51    | 14       | 1        | 1        | 70    | 17    | 0     | 0        | 1     | 0     | 12    | 0     | 2     | 39    | 6        | .274  | .325     | .376     | .701  |
| 2019       | オリックス | 39    | 72    | 61    | 4     | 10    | 0        | 0        | 1        | 13    | 9     | 0     | 1        | 0     | 1     | 8     | 1     | 2     | 16    | 2        | .164  | .278     | .213     | .491  |
| 2020       | オリックス | 71    | 198   | 189   | 14    | 49    | 7        | 2        | 6        | 78    | 23    | 0     | 0        | 2     | 1     | 6     | 0     | 0     | 35    | 4        | .259  | .281     | .413     | .693  |
| 2021       | オリックス | 91    | 262   | 238   | 21    | 52    | 11       | 1        | 4        | 77    | 25    | 0     | 1        | 5     | 2     | 14    | 0     | 3     | 39    | 5        | .218  | .268     | .324     | .592  |
| 2022       | オリックス | 76    | 235   | 205   | 16    | 47    | 12       | 1        | 3        | 70    | 21    | 2     | 1        | 16    | 1     | 8     | 0     | 5     | 42    | 7        | .229  | .274     | .341     | .615  |
| 2023       | 日本ハム   | 89    | 251   | 229   | 13    | 46    | 5        | 0        | 3        | 60    | 12    | 0     | 0        | 10    | 0     | 8     | 0     | 4     | 42    | 4        | .201  | .241     | .262     | .503  |
| 2024       | 日本ハム   | 62    | 184   | 165   | 9     | 40    | 5        | 0        | 0        | 45    | 21    | 0     | 0        | 12    | 1     | 4     | 0     | 2     | 26    | 3        | .242  | .267     | .273     | .540  |
| 通算：12年 | 通算：12年 | 569   | 1500  | 1362  | 99    | 316   | 56       | 5        | 19       | 439   | 131   | 2     | 3        | 49    | 6     | 62    | 1     | 21    | 258   | 34       | .232  | .275     | .322     | .597  |

- 2024年度シーズン終了時

### 年度別守備成績
捕手守備
| 年 度 | 球 団      | 捕手  | 捕手  | 捕手  | 捕手  | 捕手  | 捕手     | 捕手  | 捕手     | 捕手     | 捕手     | 捕手     |
| 年 度 | 球 団      | 試 合 | 刺 殺 | 補 殺 | 失 策 | 併 殺 | 守 備 率 | 捕 逸 | 企 図 数 | 許 盗 塁 | 盗 塁 刺 | 阻 止 率 |
| ----- | ---------- | ----- | ----- | ----- | ----- | ----- | -------- | ----- | -------- | -------- | -------- | -------- |
| 2013  | オリックス | 17    | 67    | 9     | 0     | 0     | 1.000    | 0     | 16       | 12       | 4        | .250     |
| 2014  | オリックス | 2     | 3     | 0     | 0     | 0     | 1.000    | 0     | 0        | 0        | 0        | ----     |
| 2015  | オリックス | 15    | 44    | 7     | 0     | 1     | 1.000    | 1     | 9        | 5        | 4        | .444     |
| 2016  | オリックス | 3     | 4     | 0     | 0     | 0     | 1.000    | 0     | 0        | 0        | 0        | ----     |
| 2017  | オリックス | 2     | 2     | 0     | 0     | 0     | 1.000    | 0     | 0        | 0        | 0        | ----     |
| 2018  | オリックス | 29    | 63    | 8     | 0     | 0     | 1.000    | 1     | 9        | 6        | 3        | .333     |
| 2019  | オリックス | 30    | 75    | 13    | 1     | 1     | .989     | 0     | 15       | 10       | 5        | .333     |
| 2020  | オリックス | 48    | 331   | 32    | 4     | 2     | .989     | 1     | 27       | 19       | 8        | .296     |
| 2021  | オリックス | 86    | 526   | 57    | 4     | 6     | .993     | 0     | 41       | 24       | 17       | .415     |
| 2022  | オリックス | 75    | 508   | 61    | 1     | 11    | .998     | 5     | 68       | 46       | 22       | .324     |
| 2023  | 日本ハム   | 88    | 501   | 38    | 4     | 4     | .993     | 3     | 53       | 45       | 8        | .151     |
| 2024  | 日本ハム   | 61    | 365   | 34    | 2     | 5     | .995     | 0     | 43       | 33       | 10       | .233     |
| 通算  | 通算       | 456   | 2489  | 259   | 16    | 30    | .994     | 11    | 281      | 200      | 81       | .288     |

内野守備
| 年 度 | 球 団      | 一塁  | 一塁  | 一塁  | 一塁  | 一塁  | 一塁     | 三塁  | 三塁  | 三塁  | 三塁  | 三塁  | 三塁     |
| 年 度 | 球 団      | 試 合 | 刺 殺 | 補 殺 | 失 策 | 併 殺 | 守 備 率 | 試 合 | 刺 殺 | 補 殺 | 失 策 | 併 殺 | 守 備 率 |
| ----- | ---------- | ----- | ----- | ----- | ----- | ----- | -------- | ----- | ----- | ----- | ----- | ----- | -------- |
| 2014  | オリックス | 1     | 0     | 0     | 0     | 0     | ----     | -     | -     | -     | -     | -     | -        |
| 2015  | オリックス | 1     | 1     | 1     | 0     | 0     | 1.000    | 1     | 0     | 0     | 0     | 0     | ----     |
| 2016  | オリックス | 6     | 33    | 4     | 0     | 1     | 1.000    | 4     | 1     | 4     | 1     | 0     | .833     |
| 2018  | オリックス | 39    | 324   | 23    | 3     | 25    | .991     | -     | -     | -     | -     | -     | -        |
| 2020  | オリックス | 1     | 2     | 0     | 0     | 0     | 1.000    | -     | -     | -     | -     | -     | -        |
| 通算  | 通算       | 48    | 360   | 28    | 3     | 26    | .992     | 5     | 1     | 4     | 1     | 0     | .883     |

- 2024年度シーズン終了時[注 1]

### 表彰
- 月間最優秀バッテリー賞：2回（2021年6月 投手：山本由伸、2022年8月 投手：宮城大弥）

### 記録
初記録
- 初出場：2013年4月29日、対北海道日本ハムファイターズ6回戦（札幌ドーム）、8回裏に伊藤光に代わって守備で出場
- 初打席・初安打：同上、9回表に鍵谷陽平から右中間二塁打
- 初先発出場：2013年6月27日、対千葉ロッテマリーンズ9回戦（京セラドーム大阪）、9番・捕手で先発出場
- 初本塁打・初打点：2013年8月3日、対千葉ロッテマリーンズ13回戦（ほっともっとフィールド神戸）、9回裏に益田直也から右越ソロ
- 初盗塁：2022年4月17日、対埼玉西武ライオンズ6回戦（京セラドーム大阪）、6回裏に二盗（投手：宮川哲、捕手：牧野翔矢）

その他の記録
- 捕手1試合6補殺：2022年6月9日、対東京ヤクルトスワローズ3回戦（京セラドーム大阪） ※史上7人目となる最多タイ記録[36]
- プロ野球通算105000号本塁打：2021年5月2日、対福岡ソフトバンクホークス9回戦（京セラドーム大阪）、6回裏に松本裕樹から左越ソロ[37]

### 背番号
- 23（2013年 - ）

### 登場曲
- 「BIG UP」湘南乃風（2018年 - ）